# Kastell Almásfüzitő

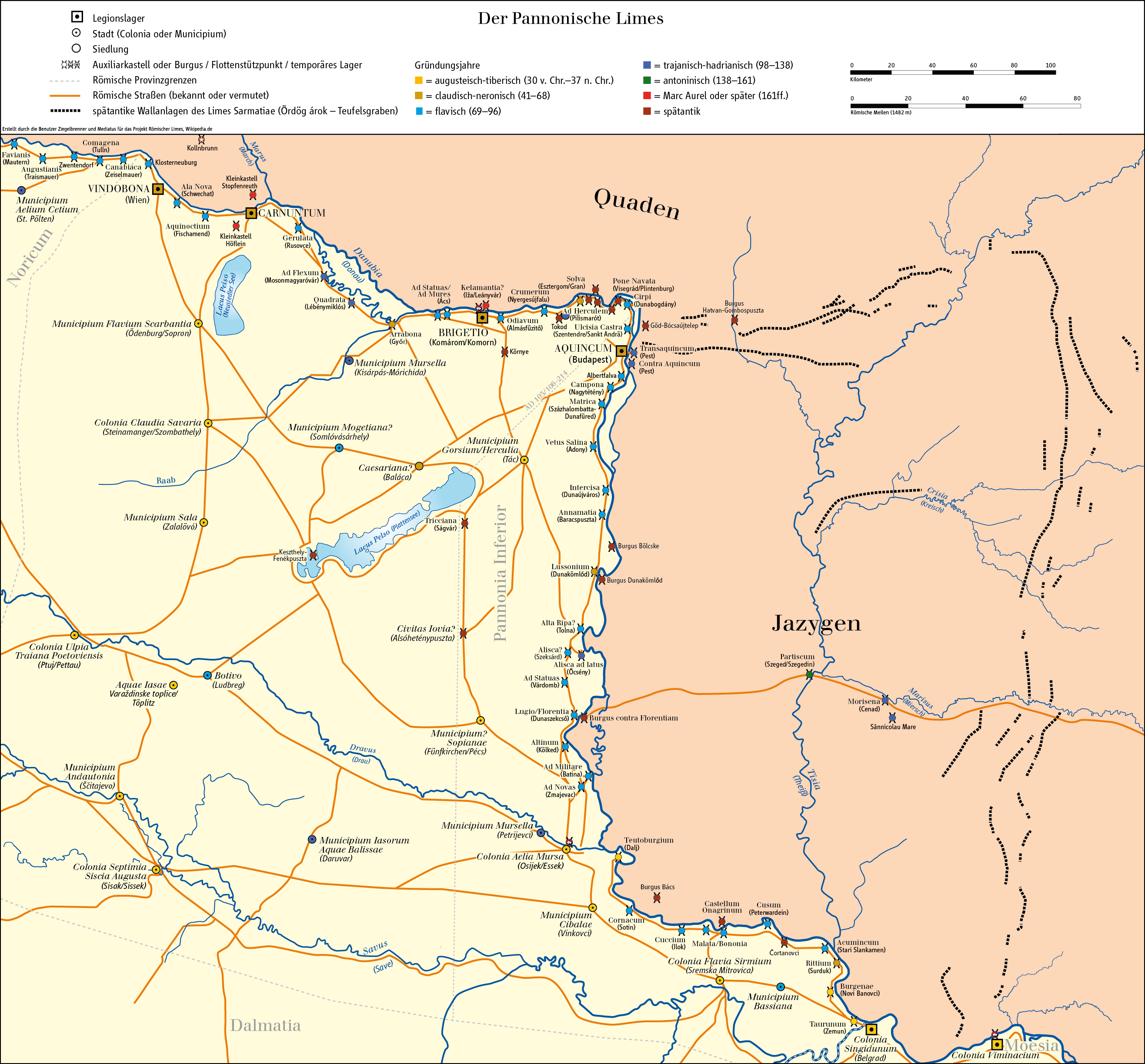
Die Lage der Befestigung am oberpannonischen Donaulimes.

Das Kastell Almásfüzitő (lateinisch Azaum, Odiabum, Einwohnerbezeichnung: Odiavenses) war ein römisches Militärlager, dessen Besatzung für Sicherungs- und Überwachungsaufgaben am Limes Pannonicus entlang der Donau zuständig war. Der Strom bildete in weiten Abschnitten die römische Reichsgrenze. Die nahe über dem Südufer entdeckten Reste des Kastells lagen in der östlichen Gemarkung der nordungarischen Gemeinde Almásfüzitő im Komitat Komárom-Esztergom. Nachdem das Areal ab 1976 durch den Bau eines riesigen Absetzbeckens mit hochgiftigem Rotschlamm verseucht worden ist, wird das Gelände heute nach Rekultivierungsarbeiten mit Humus abgedeckt.

## Lage
Von der Kupfer- über die Bronze- bis zur frühen Eisenzeit sind vorrömische Funde aus dem Umfeld von Almásfüzitő bekannt geworden. Kupferzeitliche Siedlungsspuren fanden sich auch unmittelbar unter den römerzeitlichen Kulturschichten. Das von den antiken Ingenieuren geplante Kastell befand sich zwischen der Donau und der heutigen Landstraße Nr. 10. Am anderen Ufer des Flusses besaß der für Rom oftmals gefährliche germanische Stamm der Quaden seine Gebiete. Ihm galt die Hauptaufmerksamkeit der römischen Garnison. Der Militärstandort war in der zur Donau hin flach geneigten Landschaft strategisch gut auf einer Hochterrasse ausgewählt worden. Alte Quellen berichten von Sümpfen und Gewässern, die das Land um Almásfüzitő prägten. Westlich der Terrasse, von der aus die Besatzung einen guten Rundumblick hatte, konnte auf ein höher gelegenes Überschwemmungsgebiet der Donau herabgesehen werden. Südlich und östlich dagegen gab es eine noch tiefer liegende Zone, die vom altholozänen Flussbecken gebildet worden war. Zur Wasserversorgung diente der Fekete-Bach (Schwarzbach), der früher östlich des Kastells in die Donau mündete. Östlich und westlich der antiken Wehranlage verlaufen die heutigen Landstraßen Nr. 1 und 10 weitgehend über der antiken Straßentrasse, während sie jedoch das Umfeld des Kastells in südlicher Richtung großräumig umgehen. Diese Richtungsänderung hat nichts mit dem Bau eines Aluminiumwerkes im 20. Jahrhundert zu tun, das sich seither über den römischen Strukturen erhebt, sondern ist schon auf historischen Karten nachweisbar. Südwestlich der Garnison gab es eine antike Weggabelung, die gleichfalls heute noch genutzt wird. Hier trennte sich während der römischen Epoche eine Abzweigung von der für Militär und Handel wichtigen Limesstraße und verlief in einem großen Bogen von Westen nach Süden zu der ebenfalls schon in der Antike besiedelten Region von Tata. Von dieser Stadt aus lässt sich auch der Aquädukt nachweisen, der das nur 6 Kilometer westlich von Odiavum gelegene Legionslager Brigetio mit Wasser versorgte.

## Forschungsgeschichte

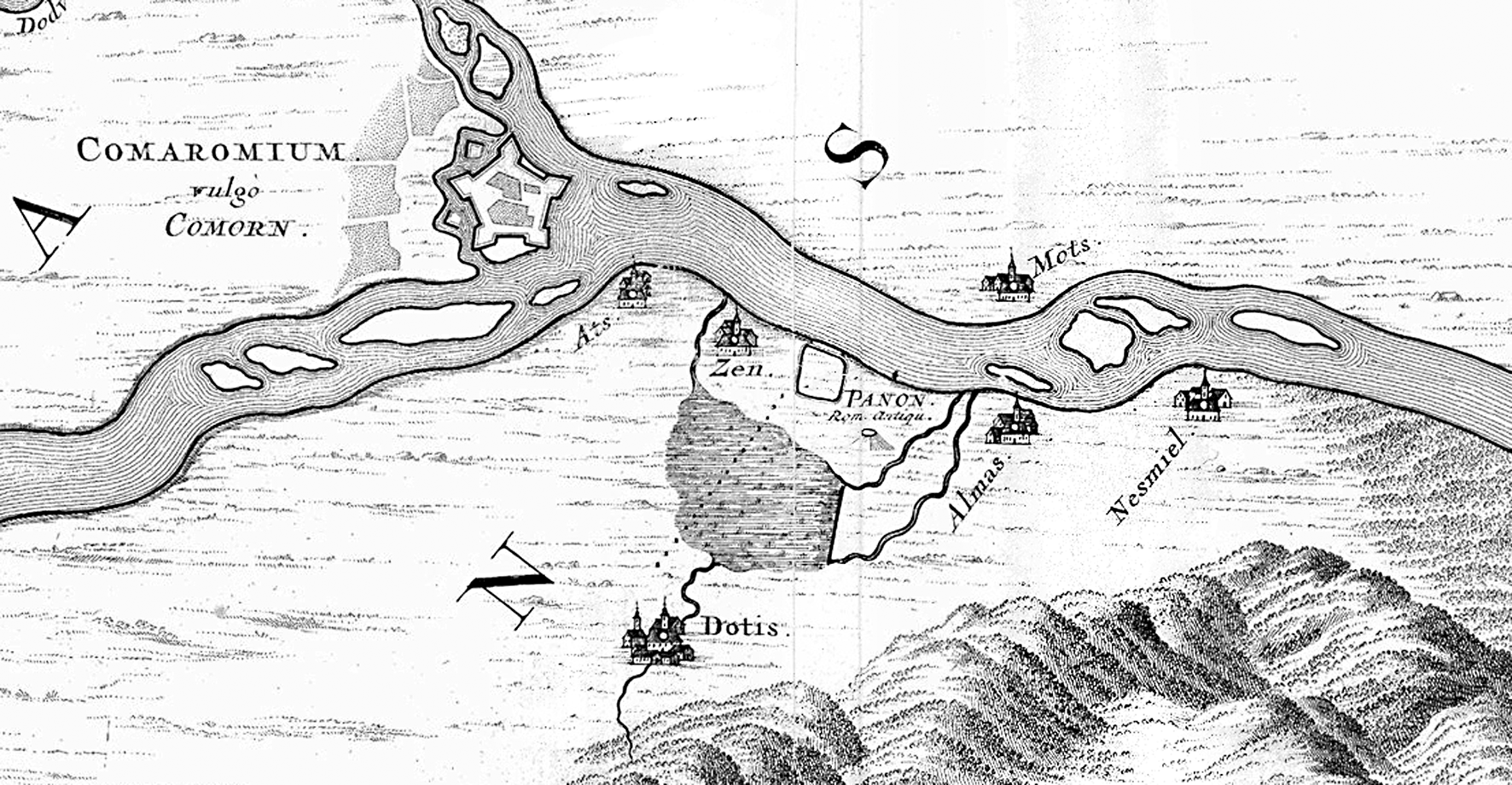
Das Legionslager Brigetio in der Bildmitte und dessen Umland auf dem 1726 veröffentlichten Kartenwerk Marsiglis. Südlich des Lagers beginnt Sumpfland, das deutlich sichtbar durch den römischen Damm bei Almásfüzitő begrenzt wird. Der Ortsname Dotis steht für Tata.

Besonders der südwestlich des Kastells gelegene, in Stein ausgebaute römische Schutzdamm, auf dem stellenweise die Limesstraße verlief, hat schon früh das Interesse der Gelehrten geweckt. So war das Bauwerk erstmals von dem italienischen Offizier und Geschichtsinteressierten Luigi Ferdinando Marsigli (1658–1730) gezeichnet und in der Folge von mehreren Forschern beschrieben worden. Seit dem 19. Jahrhundert verläuft neben der Landstraße auch eine Bahnlinie im Bereich der Kreuzung auf dem antiken Damm. Das Kastellareal mit seinen sichtbaren Mauersockeln und Wehrgräben blieb noch bis 1881 unversehrt, als die Baureste zum Abbruch ausgeschrieben wurden. Im Jahr 1930 besuchte einer der damals führenden prähistorischen Archäologen Ungarns, Lajos von Marton (1876–1934), den Kastellplatz und fand zumindest die Gräben noch in einem gut sichtbaren Zustand vor. Ein Luftbild aus dem Jahr 1940 lässt den spätantiken Kastellgraben ebenfalls deutlich erkennen. In der Folge blieben das Kastellareal und sein Umfeld bis 1976 relativ ungenutzt. Doch dann wurde die Flur für die Erweiterung eines großen Aluminiumwerks abgesteckt und die nahe der Donau liegenden römischen Kulturschichten mussten in diesem Jahr einem von mehreren Absetzbecken weichen, in die anschließend Millionen Kubikmeter Rotschlamm geleitet wurden. Die Dicke der mit Eisen, Aluminium, Arsen und Chrom durchsetzten Schlackeschicht erreicht in dem Becken auf dem Kastellplatz durchschnittlich 15 Meter. Nach der Aufgabe des Aluminiumwerkes 1997 wird das Areal heute rekultiviert. Die anhaltend drohenden Umweltgefahren speziell aus dem Schlammbecken über dem Kastell wurden bereits durch die Presse thematisiert.
Bis zur Zerstörung von Kastell und Teilen des angrenzenden Lagerdorfs (Vicus) konnten die Archäologen nur einen sehr begrenzten Einblick in die antiken Kulturschichten gewinnen. Daher beruht das heutige Wissen über die Militäranlage auf den zwischen 1959 und 1960 gewonnenen Grabungsergebnissen von Ferenc Fülep (1919–1986), den von 1971 bis 1973 erfolgten Notbergungen durch Endre Bíró, dem ehemaligen Direktor des Kuny Domokos Megyei Múzeum in Tata, sowie mit Hilfe von historischen Luftbildern. Der rund 500 Meter südwestlich des Kastells noch zugängliche Vicus wurde zwischen 1998 und 2004 unter der Leitung von Friderika Horváth (* 1970) in kleinräumigen Abschnitten wissenschaftlich untersucht. 2007 war Horváth erneut im Lagerdorf tätig.

## Name

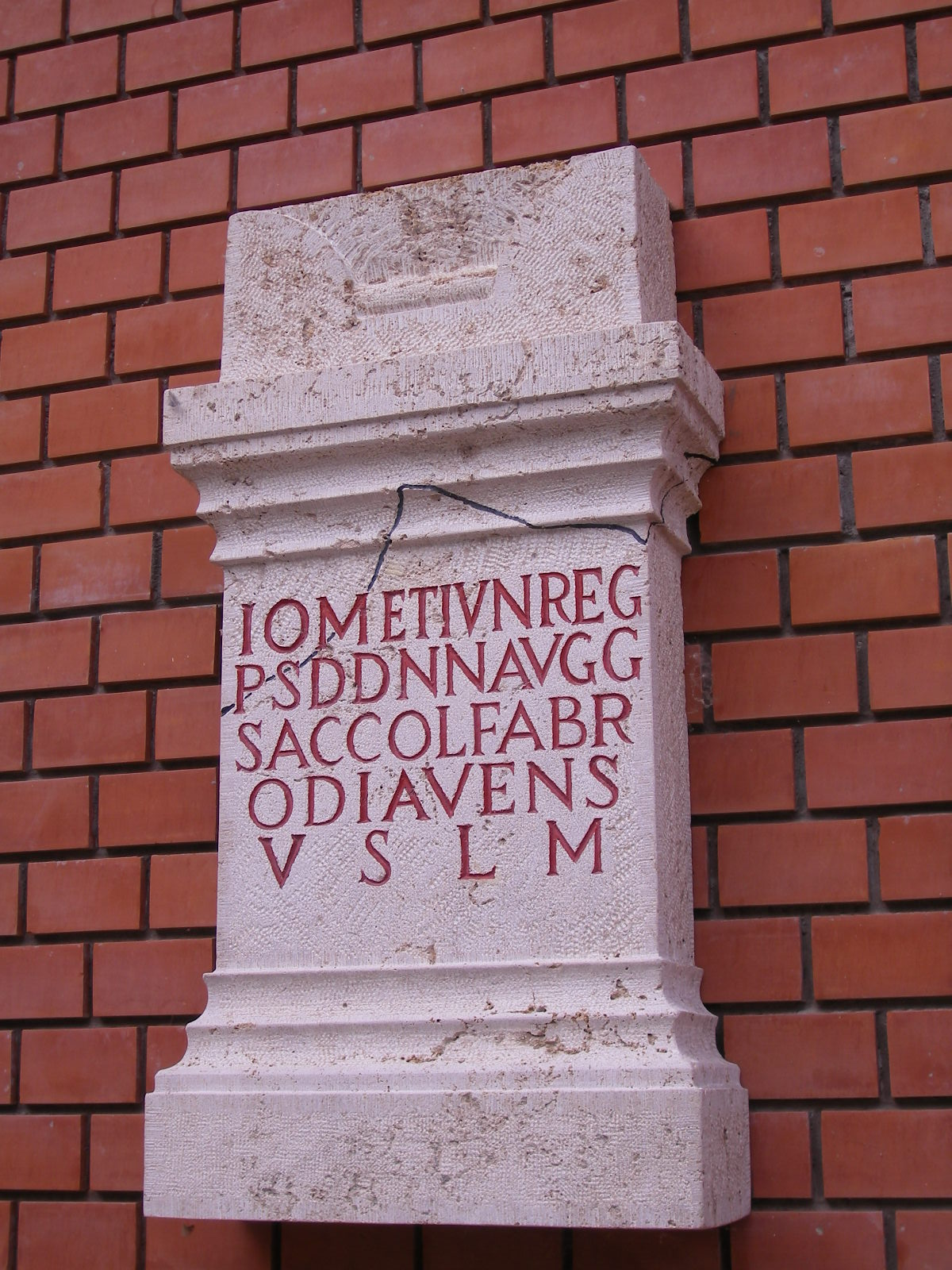
Faksimile der für Almásfüzitő wichtigen Inschrift mit der Nennung von Odiavens(ium).

Für den römischen Kastellort Almásfüzitő können zwei antike Namensvarianten identifiziert werden. Das Itinerarium Antonini, ein Verzeichnis der wichtigsten römischen Reichsstraßen aus dem 3. Jahrhundert n. Chr., nennt den Ort Azaum (Azao) und in der Notitia dignitatum, einem römischen Staatshandbuch aus der ersten Hälfte des 5. Jahrhunderts n. Chr., ist er als Odiabum (Odiabo) bekannt. Ein 1972 als Spolie im spätantiken Restkastell gefundener und heute in Tata aufbewahrter Altar für Jupiter und Juno bestätigt mit der Variante Odiavens(es) für die Einwohner zusätzlich die korrekte Identifizierung dieser Garnison. Vor dem Inschriftenfund war sich die Forschung einig, dass Azaum die richtige und ursprüngliche Namensform gewesen sein müsste, da der Ort auf dem Siedlungsgebiet des einheimischen Stammes der Azali lag. Nun besteht auch die Möglichkeit in Azaum eine Variante von Odiabum zu sehen. Neuere Überlegungen der Archäologin Horváth gehen davon aus, dass der Name Azaum noch von einer Niederlassung der Azaler herrühren könnte, die während der römischen Okkupationsphase Pannoniens im frühen 1. Jahrhundert n. Chr. in der Gegend des späteren Kastells bestand. Diese bis heute nicht entdeckte Siedlung wäre anschließend von einer römischen Gründung mit dem Namen Odiavum abgelöst worden.

## Baugeschichte

### Prinzipat
Holz-Erde-Lager
Während der 1959 erfolgten Freilegung des südwestlichen fächerförmigen Eckturms hat Fülep Spuren eines unter dem späteren Steinkastell liegenden, frühen Holz-Erde-Lager nachgewiesen, ohne dass er jedoch eine zeitliche Datierung vornehmen konnte. Nach Ausweis von Ziegelstempeln, die ab 1998 im Lagerdorf entdeckt wurden, ist die Lagergründung aller Wahrscheinlichkeit nach während der Regierungsjahre Kaiser Trajans (98–117) erfolgt. Dies machen sogenannte ATB-Stempel der Ala I Bosporanorum („1. Reitereinheit der Bosporianer“) und der Legio XI Claudia Pia Fidelis deutlich, die wahrscheinlich in dem eng begrenztem Zeitraum von 101 bis 105 n. Chr. im nahen Brigetio stationiert war. Diese Funde stützten das zeitliche Gründungszenario, wie es unter anderem der Epigraphiker Barnabás Lőrincz (1951–2012) aufgestellt hatte. Die Ausdehnung des ersten Kastells ist unbekannt, doch als Reitergarnison wird sie ähnliche Dimensionen besessen haben wie das Steinkastell.
Steinkastell
Seit den Regierungsjahren des Kaisers Hadrian (117–138) bis in die Spätantike kann mit Sicherheit die Ala III Augusta Thracum sagittaria civium Romanorum („3. bogenschießende Reitereinheit ‚Augusta‘ der Thraker römischen Bürgerrechts“) als Stammbesatzung für Almásfüzitő nachgewiesen werden. Die Thraker waren es auch, die unter Kaiser Antoninus Pius (138–161) das 3,37 Hektar große Steinkastell errichteten. Davon zeugt eine Bauinschrift, die 1972 als Spolie verbaut im spätantiken Restkastell entdeckt wurde:
[Im]p(eratori) Caes(ari) Divi
[Ha]dr(iani) f(ilio) Divi Tra(iani) Part(hici)
[ne]p(oti) Divi Nervae pro
[nep(oti)] T(ito) Ael(io) Hadr(iano) Antoni(no)
[A]ug(usto) Pio p(atri) p(atriae) pontif(ici) max(imo) trib(unicia)
[pot(estate) --- c]o(n)s(uli) IIII sub C(aio) Cl(audio) Maxi-
[mo leg(ati) Aug(usti) pr(o) pr(aetore) ala III] Aug(usta) Thr(acum)
[sag(ittaria) ---]
Durch die Nennung des damaligen oberpannonischen Statthalters Gaius Claudius Maximus kann die Erstellung der Inschrift auf die Jahre um 150 bis 155 n. Chr. gelegt werden.
Das damals errichtete, 166 × 203 Meter (= 3,37 Hektar) große Kastell war mit seiner nordöstlich orientierten Praetorialfront, der dem erwarteten Feind zugewandten Schmalseite, genau zur nördlich vorbeifließenden Donau hin ausgerichtet. Die Anlage besaß den für die Prinzipatszeit typischen rechteckigen Grundriss mit abgerundeten Ecken (Spielkartenform). Neben den dort platzierten Ecktürmen besaß die Fortifikation an beiden Flanken je 6 und an den beiden Schmalseiten je 4 Zwischentürme, von denen zwei ausgegraben wurden, die sich mit ihren Baukörpern unmittelbar an die Innenseite der Umfassungsmauer anlehnten. Die steinerne Umwehrung bestand aus einer 2,2 Meter starken Mauer, der zwei Doppelspitzgräben von je 3,5 Metern Breite vorgelagert war. Hinter der Wehrmauer, im Lagerinneren, wurde aus dem Material der Gräben eine Erdrampe errichtet. Neben ihrer Nutzung als Mauerverstärkung wurde sie gleichzeitig als Wehrgang verwendet. Fülep konnte diese Rampe an der Westseite des Kastells zwischen der Via sagularis (Lagerringstraße) und der Steinmauer an mehreren Stellen nachweisen. Sie bestand aus gelben und schwarzen Rasenziegeln.
Erst nach den Regierungsjahren des Kaisers Mark Aurel (161–180), wahrscheinlicher aber unter Kaiser Caracalla (211–217) erhielten die vier einspurigen Tore des Lagers, die sich zu den Haupthimmelsrichtungen öffneten, je zwei sie flankierende, fast quadratische Tortürme (6 × 6,5 Meter), die rund 0,80 Meter aus dem äußeren Verband der Wehrmauer hervorsprangen. Ein ähnlicher baulicher Befund konnte auch am Kastell Intercisa beobachtet werden. Dort wurde der steinerne Ausbau der Türme mit dem 214 erfolgten Pannonienaufenthalt Caracallas in Verbindung gebracht. Der Umfang der Tortürme wird mit 6 × 6,5 Metern angegeben, die Innenfläche nahm 3,5 × 3,7 Meter ein. Die Via principalis, die das Westtor mit dem Osttor verband, war 9 Meter breit.
Während einer zweiten Bauphase im 3. Jahrhundert wurde der nördliche Torturm der Porta principalis sinistra, das Westtor des Kastells, nach Osten zum Lagerinneren hin vergrößert, gleichzeitig aber das Tor selbst mit einer geraden Mauer verschlossen. Der Sinn dieser Maßnahme kann heute nicht mehr nachvollzogen werden, doch kommen ähnliche Torverschlüsse auch an anderen Limeskastellen in dieser Epoche vor. So wurde am rätischen Kastell Pfünz eine der beiden Zufahrten an der Porta principalis sinistra ebenfalls vermauert.
Eine 1972 geborgene Inschrift, die während der Regierungszeit des Kaisers Maximinus Thrax (235–238) entstand und als Spolie im spätantiken Kleinkastell verbaut wurde, deutet auf damalige Bauarbeiten im Kastellareal hin. Doch durch die spätere Zweckentfremdung lässt sich der ursprüngliche Standort der Inschrift und die mit ihr verbundene Bauaufgabe nicht mehr erkennen. Die für die Inschrift vorgesehene rechteckige Tafel besitzt nur in ihrer Mitte eine eingemeißelte Zeile: Ala III Thrac[um Maximiniana], wobei der Ehrenname Maximiniana nach dem Tod des Maximinus Thrax im Zuge der Damnatio memoriae eradiert wurde. Über und unter dem eingemeißelten Namen der Reitertruppe wäre noch Platz für mehrere Zeilen Text; er blieb jedoch frei.

### Spätantike
Umbaumaßnahmen

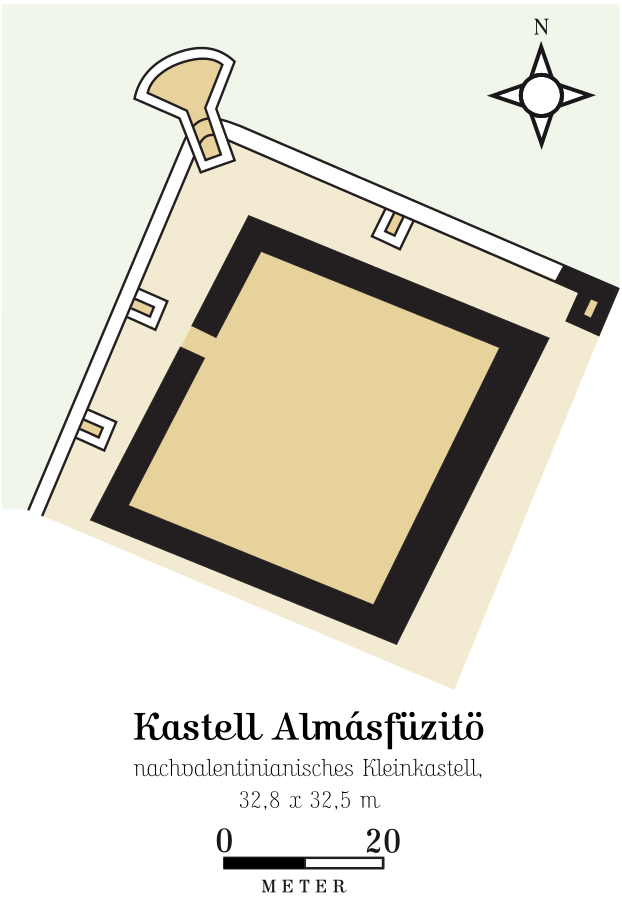
Nachvalentianisches Restkastell

Zu einem nicht genau bestimmbaren Zeitpunkt während der ersten Hälfte des 4. Jahrhunderts entstanden anstelle der bisherigen quadratischen Ecktürme mächtige fächerförmige Turmbauten mit abgerundeter Front (Hufeisenform). Türme dieser Art sind typisch für den spätantiken Festungsbau, sie werden an vielen Garnisonsorten entlang des pannonischen Donaulimes beobachtet und können einer mehr oder minder langen, zusammenhängend organisierten Baukampagne zugeschrieben werden. Da sich die mächtigen Fächertürme weit über den Wehrmauerverband des Kastells in den Bereich des innersten Doppelgraben schoben, wurde dieser zugeschüttet. Dies machte den Aushub eines neuen, einzelnen Grabens notwendig, der nun in einem Abstand von 10 bis 12 Metern vor der Wehrmauer lag. Eine am niederpannonischen Kastell Baracspuszta gefundene Münze, die während der Herrschaft des Kaisers Konstantin II. (337–340) geprägt worden war, gilt dort als Beleg für den frühesten Zeitpunkt dieser Umbaumaßnahmen.
Einer anderen Bauphase gehört die Zusetzung von drei Toren des Kastells an, wobei nur die Porta Praetoria, das nördliche Haupttor, freigehalten wurde. Für den Verschluss wurde eine rund 0,80 Meter nach außen gewölbte U-förmige Vormauer oder ein entsprechend gestalteter Turm, der an den beiden Tortürmen ansetzte, errichtet. Auch für diese Maßnahme gibt es mehrere Parallelen am Limes Pannonicus. Im Zerstörungsschutt einer solchen Vormauer in Baracspuszta fanden sich 2005 insgesamt 50 gestempelte Ziegel des damaligen Oberkommandierenden der Provinz, Terentius dux, was eine ganz klare zeitliche Zuordnung – zumindest an diesem Kastellplatz – während der Herrschaft des Kaisers Valentinian I. (364–375) ermöglichte. Valentinianische Stempel sind auch während der Rettungsgrabungen zu Beginn der 1970er Jahre in Almásfüzitő aus dem Boden gekommen.
Kleinkastell (Restkastell)
In nachvalentinianischer Zeit wurde der Großteil des Garnisonsareals aufgegeben und in der nordwestlichen Ecke ein rautenförmiges, 32,8 × 32,5 großes Kleinkastell mit 2,2 Meter breiten, stark gemörtelten Umfassungsmauern errichtet, das Bíró untersuchte. Die Mauern im Inneren dieser Befestigung waren mit 0,50 Metern wesentlich schmäler ausgelegt und „mit schwachem Mörtel“ errichtet worden. ähnliche Entwicklung ist auch von anderen römischen Militärplätzen entlang der Donau bekannt, so von Dunabogdány und Eining. Im Unterschied zu diesen Restkastellen übernahm die kleine Befestigung von Almásfüzitő jedoch keine Mauern der Vorgängeranlagen, sondern entstand vollständig autonom. Als Baumaterial fanden unter anderem Spolien aus Kastell und Vicus Verwendung. Bíró konnte innerhalb des Kleinkastells 3 verschiedene Umbauphasen unterscheiden, die viele noch offene Fragen auf die späte Nutzung der Anlage werfen. Wie die Notitia dignitatum erwähnt, lag dort eine Einheit der Equites Dalmatae (Dalmatinische Reiter).

### Truppe
Folgende Einheiten lösten sich an diesem Standort in der genannten Reihenfolge ab:
| Zeitstellung        | Truppenname                                         | Bemerkung |
| 101–118/119 n. Chr. | Ala I Bosporanorum                                  | Bereits unter Kaiser Augustus (30 v. Chr.–14 n. Chr.) stand die 1. Reitereinheit der Bosporianer in Syrien. Nach Ansicht von Lőrincz errichtete die Truppe 101 n. Chr. das Holz-Erde-Lager von Almásfüzitő. Später lässt sich die Ala in Dakien nachweisen. |
| ab 118/119 n. Chr.  | Ala III Augusta Thracum sagittaria civium Romanorum | Spätestens seit dem Jahr 88 n. Chr. ist die 3. bogenschießende Reitereinheit der Thraker im syrischen Heeresverband nachweisbar Anschließend wurde die Truppe nach Pannonien verlegt und nahm zwischen 101 und 118/119 in der oberpannonischen Provinzhauptstadt Carnuntum Quartier. Seit Hadrian bis in die Spätantike kann die Truppe in Almásfüzitő als Stammbesatzung nachgewiesen werden. Die Ala errichtete auch das Steinkastell. Während der Regierungszeit des Kaisers Antoninus Pius (138–161) nahmen die Reiter an dessen Maurenfeldzug in Nordafrika teil und kehrten anschließend in ihr pannonisches Quartier zurück. Wie eine weiter unten beschriebene Inschrift aus dem Jahr 252 n. Chr. bezeugt, stellten die Thraker noch zu diesem Zeitpunkt die Besatzung. Ein heute verschollener Votivaltar war dem Genius einer Turma (Schwadron) der Ala gewidmet. |
| 4. Jahrhundert      | Equites Dalmatae                                    | Der Einsatz einer Einheit dalmatinischer Reiter ist durch die Notitia dignitatum bekannt. |

Ein sekundär im spätantiken Kleinkastell verbauter Jupiteraltar wurde 1972 geborgen. Er stammte aus den Jahren 293 bis 305 n. Chr. und ist somit eine der selteneren spätantiken militärischen Inschriften vom pannonischen Donaulimes.
[I(ovi) o(ptimo)] m(aximo)
[pro sa]lute dd(ominorum)
[nn(ostrorum) D]iocletian[i]
[et] Maximiniani
[Au]gg(ustorum) Co(n)stanti
[e]t Maximian[i]
nobiliss(imorum) Caes[s(arum)]
[--] Vitalis tr[i]/bun(us) p(rae)p(ositus) lanci[a(riorum)]
Übersetzung: „Für Jupiter, dem Besten und Größten zum Heil unserer Herren, der Kaiser Diokletian und Maximian (sowie) der alleredelsten Cäsaren Konstantin und Maximinus Daia. (Der Stein wurde errichtet von) ... Vitalis, dem Kommandeur (Tribunus praepositus) der Lanzenträger.“
Weshalb sich die Lanciarii in Almásfüzitő aufhielten, ist unbekannt. Möglicherweise operierten sie in einem militärischen Zusammenhang in diesem Gebiet.
Auch der erste Heerführer der Provinz (Dux), der Ritter Aurelius Ianuarius, hinterließ eine Weihung an Jupiter in Almásfüzitő:
I(ovi) O(ptimo) M(aximo)
Aur(elius) Ian-
uarius t(ribunus)
Bat(avorum) v(ir) p(erfectissimus) dux
p(ro) s(alute) s(ua) v(otum) m(erito) l(ibens) s(olvit)
dd(ominis) nn(ostris) VIII et VII Augg(ustis) co(n)ss(ulibus)
die Id(uum) Iul(iorum)
Übersetzung: „Für Jupiter, dem Besten und Größten. Aurelius Ianuarius, Kommandeur der Bataver (Tribunus Batavorum), vir perfectissimus, dux, hat für sein Heil sein Gelübde gern und nach Gebühr eingelöst. 15. Juli 303.“
Insbesondere in der französischen Fachliteratur wurde die Abkürzung P.S.S. in der 5. Zeile mit P(annoniae) S(ecundae) S(aviae) zitiert. Dieser Übersetzung fußt auf der 1875 von Theodor Mommsen herausgegebenen Erstveröffentlichung. Heute folgt jedoch weder die ungarische Fachwelt noch die Epigraphische Datenbank Heidelberg dieser Überlegung.

## Vicus

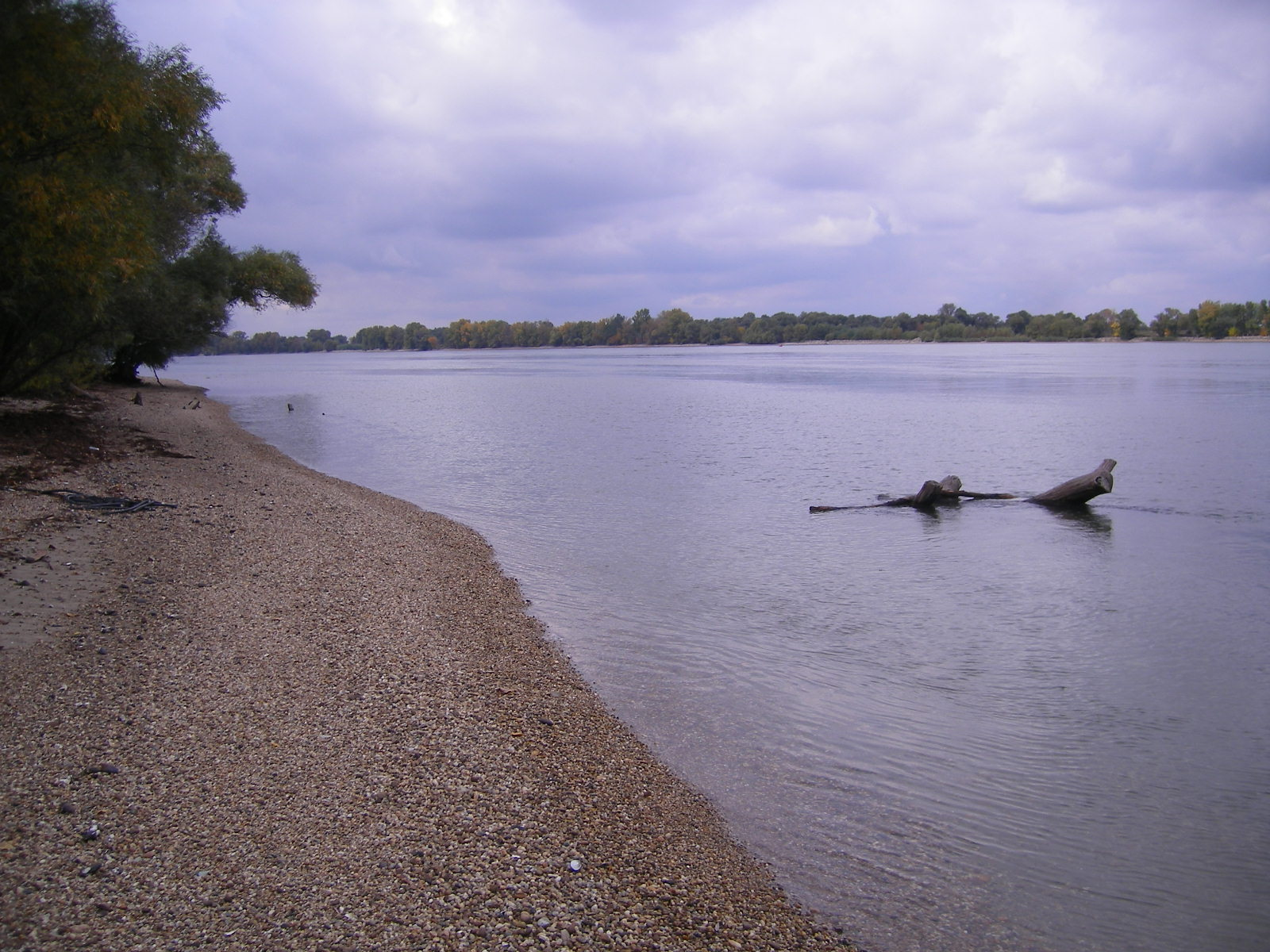
Die Donau bei Almásfüzitő.

Wie bereits die Untersuchungen von Biró ergaben, hat das offensichtlich nach Plan errichtete Lagerdorf das Kastell auf allen Seiten umgeben. Die ab 1998 geborgenen Reste von Wandmalereien zeugen von einem gewissen Wohlstand der späteren Bewohner.
Die nach dem Bau der Industrieanlagen noch zugänglichen Bereiche des Vicus wiesen bereits weitgehend gestörte römische Kulturschichten in einer Höhe von durchschnittlich 0,30 bis 0,40 Metern auf. Im besten Fall konnte die Gesamtmächtigkeit dieser Schichten noch 1,0 bis 1,5 Meter betragen.
Die Grabungen im zeitlich mehrphasig errichteten Lagerdorf zeigen, dass die frühe Siedlung aus abgerundeten Grubenhäusern bestand. Diese gehörten der indigenen Bevölkerung der illyrischen Azaler an. In einem fand sich 1998 ein Ziegelstempel der Legio XI Claudia Pia Fidelis, die wahrscheinlich von 101 bis 105 n. Chr. in Brigetio stationiert war. Dieser stützte das zeitliche Gründungszenario, wie es unter anderem Lőrincz aufgestellt hatte. Die früheste in dieser Schicht geborgene Terra Sigillata stammte aus einer oberitalienischen Werkstatt. Diese Erzeugnisse werden in die Zeit zwischen 80 und 110 n. Chr. datiert. Die älteste bis 2004 geborgene Münze war ein Silberdenar aus der Regierungszeit des Kaisers Vespasian (69–79). Der kontinuierliche Geldfluss begann im Vicus von Almásfüzitő jedoch erst in trajanisch-hadrianischer Zeit einzusetzen.

## Weitere römische Bauten
Das riesige Rotschlammbecken im Bereich des antiken Garnisonsortes überdeckt noch weitere römische Limeseinrichtungen. Dazu gehören neben Teilen des Vicus unter anderem ein spätrömischer Burgus auf dem Puszta-Hügel, der Damm der Limesstraße mit der Brücke über den Fekete-Bach sowie die römische Trasse vom Osttor zur Anschlussstelle an die Limesstraße mit einer dazugehörigen weiteren Brückenkonstruktion.

### Schutzdamm

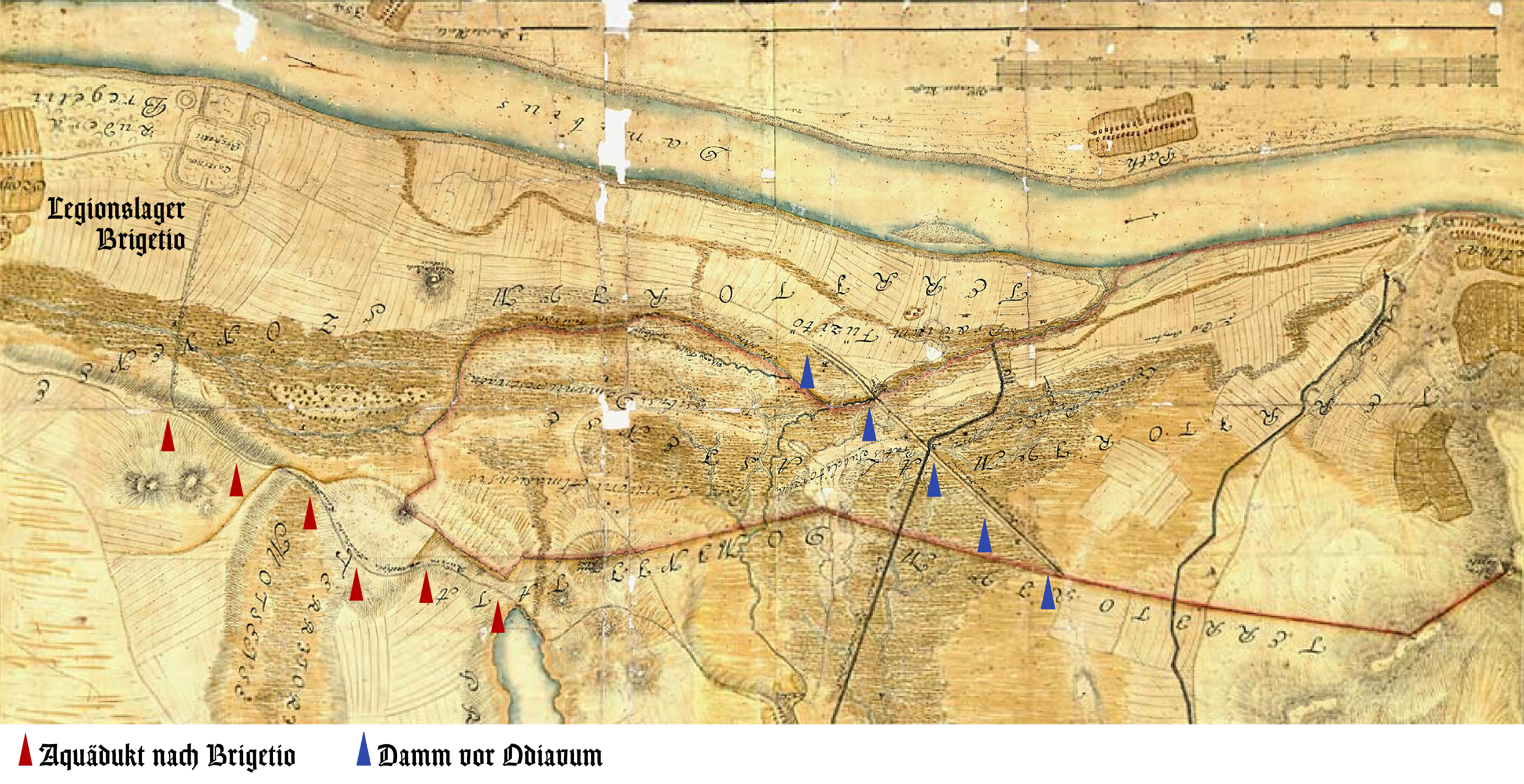
Das Umfeld von Almásfüzitő mit Brigetio auf dem Plan von Samuel Mikovíny in den 1740er Jahren.

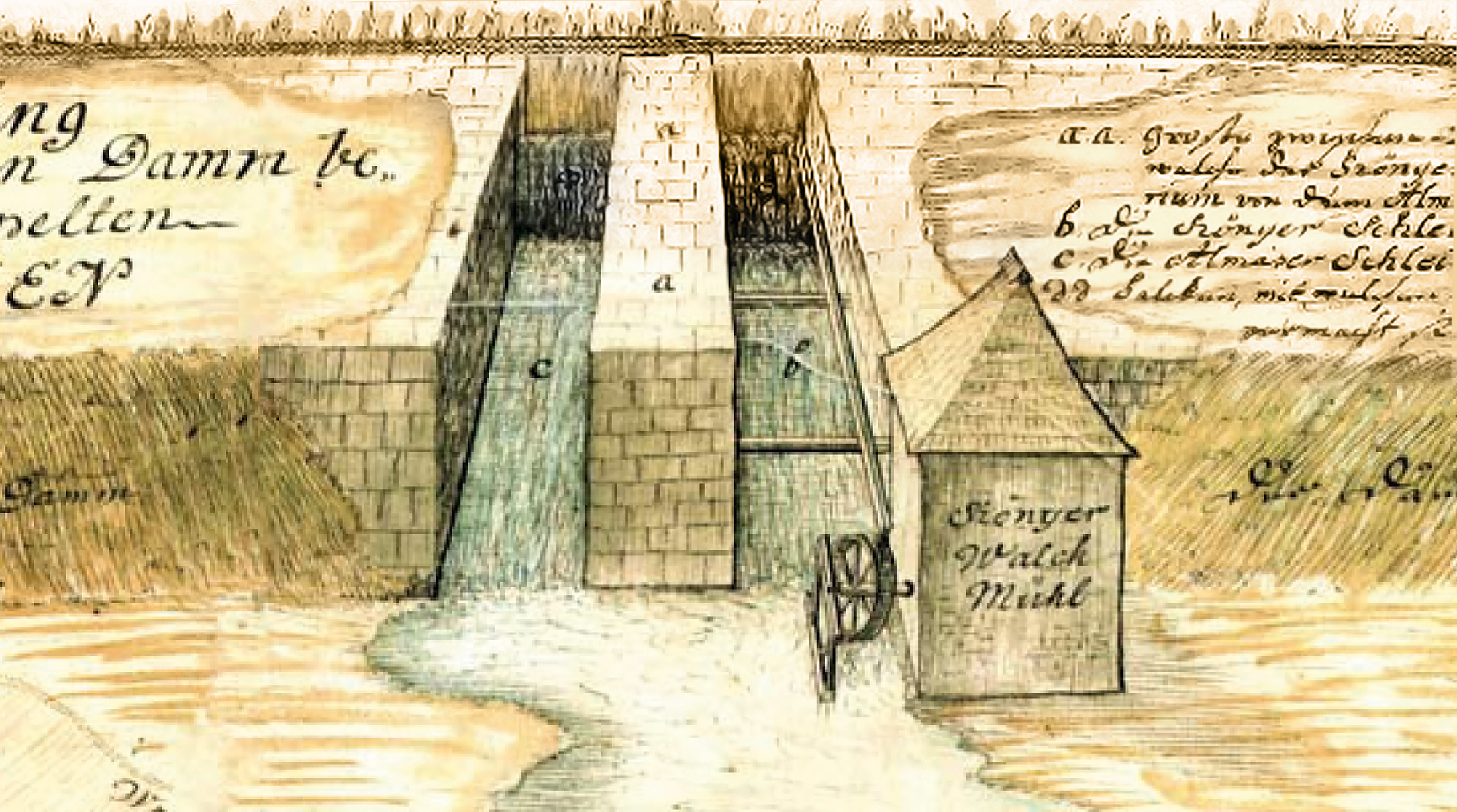
Die Szőnyer Walkmühle am Fekete-Bach. Das antike Wasserbauwerk mit seiner Mündung in den Bach – heute im Bereich des Szőny-Füzitő-Kanals – ist hier gut erkennbar wiedergegeben.

Schon früh wurde der das Kastell und seinen Vicus schützende Damm im Südwesten und Süden der römischen Siedlung von Gelehrten untersucht. Mit diesem zumindest teilweise in Stein ausgebautem Bauwerk haben die Römer den Wasserstand über Jahrhunderte stark beeinflusst. Ziel dieser Baumaßnahme war es, die Garnison und ihre Infrastruktur trocken zu halten. Außerdem konnte so auch die Problematik der Straßenführung in der sumpfigen Region gelöst werden. Das von wasserabführenden Künetten begleitete Deichsystem besaß höchstwahrscheinlich zwei Zubringer. Einer lag an dem heutigen Szőny-Füzitő-Kanal, der andere wurde ab 1747 durch den damals angelegten Mikoviny-Kanal berührt, der recht nahe an den östlichen Vicus-Bereich heranreichte. Der letztendliche Abfluss in die Donau befand sich westlich der römischen Siedlung. Der östliche Bereich des Dammes wurde bereits von Marsigli detailliert dokumentiert. Er besaß zwei in Stein gefasste parallel laufende Abzugsgräben, zwischen denen sich eine aus Steinquadern errichtete Mauer erhob. In dem Bereich, an dem die Limesstraße das tief liegende altholozäne Donaubecken erreichte, wurde sie auf dem Damm weitergeführt. An der antiken Straßenkreuzung nach Tata hielt sich die abzweigende Straße weiter auf dem Hauptast des Deiches, während die eigentliche Limesstraße auf dem trockengelegten Grund nordöstlich weitergeführt wurde. Nach dem Abzug der Römer aus Pannonien – spätestens im ersten Drittel des 5. Jahrhunderts – verwahrloste das Bauwerk, blieb aber noch über viele Jahrhunderte in einem guten Zustand. Im 18. Jahrhundert bildete es den Feldrain zwischen den ständig streitbaren Szőnyer und Almáser Großgrundbesitzern. 1747 wurde der Ingenieur Samuel Mikovíny von Kaiserin Maria Theresia mit der Trockenlegung der Sümpfe um Tata beauftragt. Der Ingenieur kartographierte zunächst das Gelände mit dem antiken Damm, bevor er seine Arbeit begann, die auch den Abbruch des römischen Bauwerks zur Folge hatte, wobei etliche Quader Wiederverwendung fanden.

## Wichtige Funde

### Kastell
Trotz einiger bedeutender Fundstücke – wie den bereits genannten Inschriften – konnte das Kastellareal in den 1970er Jahren nicht gerettet werden. Aus dem bis dahin wenig bekannten Inneren wurden aus einer Brandschicht an der Porta praetoria der Maskenhelm eines römischen Reiters geborgen. Außerdem fand sich im Lager ein lebensgroßer Pferdeschwanz aus Bronzeblech, der wohl zu einem kaiserlichen Reiterstandbild gehört haben könnte.
Für die Ortsgeschichte ist der zwischen 198 und 209 n. Chr. entstandene, bereits weiter oben erwähnte Weihestein für Jupiter und Juno wichtig, da er den antiken Namen der Ansiedlung nennt:
[I(ovi) o(ptimo)] m(aximo) et Iun(oni) Reg(inae)
p(ro) s(alute) dd(ominorum) nn(ostrorum) Augg(ustorum)
sac(rum) col(legium) fabr(um)
Odiavens(ium)
v(otum) s(olvit) l(ibens) m(erito)
Übersetzung: „Für Jupiter, den Besten, Größten und für Juno, der Königin, zum Heil unseres kaiserlichen Herren. Der geheiligte Verband der Städtischen Feuerwehr der Odiavenser hat sein Gelübde gern und nach Gebühr eingelöst.“
Zu Ehren des Kaisers Maximinus Thrax, aus dessen Zeit auch die weiter oben behandelte Bauinschrift aus dem Kastell stammt, errichtete die Ala III Augusta Thracum – hier mit dem von Maximinus verliehenen Ehrennamen Maximiniana – eine Statue, zu der die 1972 sekundär im spätantiken Restkastell verbaute Ehreninschrift gehörte. Der Name des später verdammten Kaisers ist auf dieser Inschrift nicht eradiert.
Zeitlich einordnen lässt sich auch eine Statuenbasis mit einer Ehreninschrift für Kaiser Trebonianus Gallus, welche die Ala III Augusta Thracum – hier mit dem von Gallus und seinem Sohn Volusianus verliehenen Ehrennamen Galliana Volusiana – im Jahr 252 n. Chr. im Kastell aufstellte.

### Vicus und Gräberfeld
Die ältesten Zivilbauten, welche teilweise noch als Grubenhäuser entstanden, stammen vom Ende des 1. und Anfang des 2. Jahrhunderts n. Chr. Die Gebäude mit steinerner Fundamentierung lassen sich der severischen Dynastie (193–235) zuordnen. Die Grabungen ließen befestigte Straßen innerhalb der Siedlungsfläche erkennen. Während der zweiten Hälfte des 4. Jahrhunderts wurden Teile des Vicus aufgelassen und an seiner Stelle ein Gräberfeld errichtet.
Neben alltäglichen Gegenständen, wie einem Würfel aus Bein und einer kleinen Parfüm-Phiole wurde während der Grabungen zwischen 1998 und 2004 zusätzlich zu den bereits genannten Ziegelstempeln eine mit grünem Emaille verzierte und vergoldete Brosche aus Silber gefunden, die einen sitzenden Vogel zeigt.
In einem spätantiken Männergrab des 4. Jahrhunderts fand sich während der Grabungen zwischen 1998 und 2004 eine bronzene Zwiebelknopffibel mit Niello–Einlagen. Diese Fibeln waren in spätrömischer Zeit typische Gewandteile des römischen Militärs.

### Meilensteine
1966 wurde in Almásfüzitő ein Meilenstein der im Jahr 238 n. Chr. regierenden Kaiser Pupienus und Balbinus entdeckt. Der 1,92 Meter hohe Stein war von der in Brigetio kasernierten Legio I Adiutrix pia fidelis errichtet worden und maß von der oberpannonischen Hauptstadt Brigetio aus 2 römische Meilen. Der in der Inschrift zusätzlich genannte Beiname der Legion Pupiena Balbina Gordiana, beweist, dass dieses Heer die neuen Kaiser anerkannte. Ein weiterer Meilenstein wurde bereits während der Regierungszeit der Kaiser Valerianus (256–258) und Gallienus (253–268) im Jahr 257 n. Chr. aufgestellt und maß ebenfalls 2 römische Meilen von Brigetio aus.

## Fundverbleib
Die bedeutendsten Funde aus den Grabungen sind in das Kuny Domokos Megyei Múzeum in der Burg von Tata gebracht worden. Eine Auswahl an Funden aus den seit 1998 laufenden Grabungen im Lagerdorf kann in der Gemeindebibliothek in Almásfüzitő am Fekete-István-Park besichtigt werden. Einige Steindenkmäle wurde auch nach Komárom in das zum Klapka György Múzeum gehörende Lapidarium am Fort Igmándi verbracht oder kamen in das Ungarische Nationalmuseum nach Budapest.

## Limesverlauf vom Kastell Almásfüzitő bis zum Kastell Tokod
| Strecke | Name/Ort                               | Beschreibung/Zustand |
| ------- | -------------------------------------- | --- |
| 2       | Neszmély, Kalinhegy (Burgus Odiavum 4) | Der älteste Hinweis über ein römisches Bauwerk auf der Erhebung des Kalinhegy stammt aus dem Jahr 1887. Im Jahr 1954 ergruben Klára Póczy (1923–2008) und Ilona Czeglédy auf der Erhebung des Kalinhegy den Doppelgraben dieses Wachturms. Das kleine, runde Bauwerk wurde von drei dreieckigen Gräben umgeben. Inmitten der Baureste des Wachturms fanden die Archäologinnen Fundmaterial, das in das 4. Jahrhundert datiert werden kann, darunter mehrere Münzen aus der Regierungszeit der Kaiser Constantius II. (337–361) und Valens (364–378). Eine Nachgrabung fand 1997 unter der Leitung von Zsolt Visy statt. Er fand in einer 50 Zentimeter starken Kulturschicht lediglich noch kleinere Mengen an Schutt und Ziegelbruchstücken, doch wurden die Fundamente der im Aufgehenden möglicherweise aus Holz errichteten Konstruktion nicht mehr ermittelt. Die ungefähre Ausdehnung des Grabenwerks betrug an den beiden am besten erhaltenen Gräben in den Gesamtlängen und -Breiten 51 × 98 Meter und 27 × 40 Meter. |
| 2       | Neszmély (Burgus Odiavum 5)            | Nahe der Fundstelle im Grenzgebiet zur Gemeinde Süttő liegt ein gut bekanntes eisenzeitliches Erdwerk sowie vorgeschichtliche Grabhügel. Anhand von Luftaufnahmen kann davon ausgegangen werden, dass ein römischer Wachturm auf einem Lößhügel südlich der Landstraße 10 gestanden hat. Keramik, die als Oberflächenfund von dort stammt, lassen eine Zuordnung der Luftbildstrukturen als römische Turmstelle zu. Der Ort liegt am Ostende des Campingplatzes Éden auf der gegenüberliegenden Straßenseite. Vom Hügel aus hatten die römischen Wachsoldaten einen guten Blick über die Donau ins Barbaricum. Der Turm wurde von zwei ovalen Gräben umgeben, die mit ihrer Längsseite von Südosten nach Nordwesten orientiert waren. Die Ausdehnung der Gräben betrug ungefähr 36 × 45 Meter und 17 × 23 Meter. |

## Denkmalschutz
Die Denkmäler Ungarns sind nach dem Gesetz Nr. LXIV aus dem Jahr 2001 durch den Eintrag in das Denkmalregister unter Schutz gestellt. Alle Limesanlagen gehören als archäologische Fundstätten nach § 3.1 zum national wertvollen Kulturgut. Alle Funde sind nach § 2.1 Staatseigentum, egal an welcher Stelle der Fundort liegt. Verstöße gegen die Ausfuhrregelungen gelten als Straftat bzw. Verbrechen und werden mit Freiheitsentzug von bis zu drei Jahren bestraft.